# Carl Jularbo
Karl Oskar Jularbo, tidligere Karlsson, født 6. juni 1893 i Jularbo i Folkärna sogn i Kopparberg amt, døde den 13. februar 1966 i Nacka i Stockholm, var en svensk harmonikaspiller og komponist.

## Biografi
Jularbo var den ældste søn af gårdhandleren Alfred Karlsson (1865–1952) og Selma Meijer (1871–1928). Han voksede op med sine forældre og ni søskende i et torp i Östanbyn i Grytnäs. Hans familie tilhørte både faren og moderen til det, der nu kaldes de rejsende mennesker. Allerede som lille barn ledsagede han sin far på sine handelsrejser med sit harmonika, helst rundt om Västmanland.
Jularbo begyndte sin harmonika-karriere i en alder af fem. Fra en alder af 16 til 23 vandt han førstepræmien i 158 harmonika-konkurrencer, og han optrådte utallige gange på radio såvel som i offentlige parker og andre forlystelsesparker. Den skandinaviske rekord i indspillede grammofonplader er stadig hans med 1.577 stykker. I sin memoireskrivning i 1945 sagde han imidlertid, at han indspillede 3.000 melodier på plade.
Jularbo lavede 108 af sine egne kompositioner, hvoraf flere endnu ikke blev spillet. Hans mest berømte melodi er "Livet I Finnskogarna", som han indspillede i 1915. Andre velkendte optagelser inkluderer "Drömmen Om Elin", "Avestaforsens Brus" og "Nya Värmlandsvalsen".
Jularbo havde en særskilt, personlig stil, som kom til at have en stærk indflydelse på den svenske harmonikatradition. Han havde god hørelse og tonehukommelse, og han opretholdt et meget stort repertoire uden den understøttelse af hukommelse, det giver at være i stand til at læse noter. Som et resultat betragtes han som en af Sveriges førende på sit instrument.
Jularbo boede i Storängen i Nacka.
Svenska Bondkappellet var en musikgruppe, der ud over Calle Jularbo bestod af Fiol-Pelle og Sara Bramson (undertiden under pseudonymet "Karl August"). Optagelserne inkluderer "Sjömanskärlek" og "Mitt Svärmeri".
Calle Jularbo er begravet på kirkegården i Nacka.
I 2017 blev han optaget i Swedish Music Hall of Fame.

## Museer
- Carl Jularbomuseet i Avesta, indviet på hans 100-årsdag 6. juni 1993.
- Jularbomuseet i Rasten uden for Alunda.
- Spelemålens Jularbomuseet, Nybro